# Muppets Now
Muppets Now é um websérie americana do gênero comédia, produzida pelo The Muppets Studio para Disney+ desde em 31 de julho de 2020. A série foi dirigida por Kirk Thatcher, baseada na franquia The Muppets de Jim Henson.

## Premissa
Muppets Now é uma série que consiste em vários segmentos diferentes interligados por um dispositivo de enquadramento com Scooter. Os segmentos incluem um game show, um programa de culinária e um talk show. A série foi comercializada como improvisada, mas vários escritores são creditados.

## Elenco
- Matt Vogel como:
  - Kermit the Frog
  - Uncle Deadly[1]
- Eric Jacobson as:
  - Fozzie Bear
  - Miss Piggy
  - Animal
- Dave Goelz as:
  - Gonzo
  - Dr. Bunsen Honeydew
  - Waldorf
  - Chip the I.T. Guy[1]
- Bill Barretta como:
  - Rowlf the Dog
  - Pepe the King Prawn
  - The Swedish Chef
  - Big Mean Carl
  - Howard Tubman
- David Rudman como:
  - Scooter
  - Beaker
- Peter Linz como:
  - Joe the Legal Weasel
  - Walter
  - Link Hogthrob
  - Statler

### Convidados famosos
- Linda Cardellini
- Aubrey Plaza
- Seth Rogen
- RuPaul
- Danny Trejo
- Taye Diggs

## Produção
Desenvolvimento
Em 21 de maio de 2019, foi relatado que a Disney estava desenvolvendo uma série curta de 10 minutos baseada em The Muppets pelo Jim Henson. A série está programada para ser uma comédia de situação improvisada com três segmentos. Em 23 de agosto de 2019, a série foi anunciada oficialmente com o título Muppets Now. Em 22 de dezembro de 2019, o diretor Kirk Thatcher disse que a série abordará "três tipos diferentes de shows".

### Filmagem
A produção em Muppets Now começou em 8 de junho de 2019 e durou aproximadamente seis dias, thatcher serve como director para a série.

## Exibição
Muppets Now estreou em 31 de julho de 2020 no serviço de streaming Disney+.
A primeira temporada será composta por 6 episódios. Como é normal para uma série original da Disney+, os episódios serão lançados semanalmente.
Exibição internacional
| Austrália · Canadá · Índia · Irlanda · Nova Zelândia · Reino Unido | 31 de julho de 2020    |
| Japão                                                              | 21 de agosto de 2020   |
| Indonésia                                                          | 5 de setembro de 2020  |
| Dinamarca · Finlândia · Noruega · Suécia                           | 15 de setembro de 2020 |
| Portugal                                                           | 6 de novembro de 2020  |
| Brasil ·                                                           | 22 de janeiro de 2021  |

### Marketing
Em 23 de agosto de 2019, durante o anúncio oficial da série, um teaser promocional com Kermit the Frog e um Muppet chamado Joe the Legal Weasel foi exibido na D23 Expo. Em 1º de janeiro de 2020, as imagens da série foram lançadas em um vídeo com o conteúdo original da Disney + definido para ser lançado ao longo do ano. O trailer oficial foi lançado em 24 de junho de 2020.